# Far Cry Instincts
Far Cry Instincts là một game bắn súng góc nhìn thứ nhất được hãng Ubisoft phát triển và phát hành cho Xbox vào năm 2005. Phiên bản làm lại của bản gốc Far Cry trên Microsoft Windows, Instincts  ít kết thúc mở và tuyến tính hơn, do sức mạnh xử lý của console giảm, đã ngăn chặn việc dựng hình đầy đủ các hòn đảo và cảnh quan rộng lớn của phiên bản Microsoft Windows. Tuy vậy, Instincts đã thêm vào mục chơi mạng, vũ khí và khả năng hoang dã mới, phần sau được phản ánh trong cốt truyện được sửa đổi. Một bản port của game cũng được lên kế hoạch cho PlayStation 2, nhưng cuối cùng đã bị hủy bỏ.
Một phiên bản arcade được phát triển bởi Global VR được phát hành vào năm 2007 dưới tên Paradise Lost. Ubisoft đã phát hành phần tiếp theo, Far Cry Instincts: Evolution cho Xbox. Đồng thời còn phát hành Far Cry Instincts: Predator cho Xbox 360, gộp cả Far Cry Instincts và Evolution đang chạy ở độ phân giải độ nét cao.

## Cốt truyện
Game kể về câu chuyện của một người đàn ông tên là Jack Carver (Stephen Dorff lồng tiếng). Carver là cựu quân nhân của Hải quân Mỹ đã bị sa thải một cách không trung thực sau một số hành động bất hợp pháp. Sau đó, anh ta mở một cửa hàng ở Manhattan và bắt đầu cung cấp vũ khí bất hợp pháp cho bất kỳ ai và mọi người, cho đến khi một băng đảng thực hiện một đợt tiến công sử dụng vũ khí do Jack cung cấp để chống lại người thừa kế Mafia. Do đó, một cái giá đã được Mob đặt lên đầu Jack và anh ta buộc phải chạy trốn khỏi nước Mỹ và định cư ở Micronesia.
Carver mua được một chiếc thuyền đã qua sử dụng từ một cuộc đấu giá của chính phủ và dành thời gian chở khách du lịch và câu lạc bộ lặn quanh khu vực. Cuối cùng, một người phụ nữ tên Valerie Cortez xuất hiện, chi một khoản tiền lớn nếu Jack đưa cô đến một quần đảo xa xôi có tên là "Jacutan". Carver chấp nhận dù tỏ ý thận trọng.
Khi vừa đặt chân đến Jacutan, Cortez mượn chiếc mô tô nước từ Jack và tự mình đi ra ngoài. Chưa kết hôn, Jack quyết định ngủ trưa cho đến khi cô trở về. Khi tỉnh dậy, Carver giật mình khi thấy trực thăng UH-60 Black Hawk bay quanh thuyền của mình. Họ nổ súng vào Jack, phá hủy thuyền và buộc anh ta phải nấp bên trong một tàu sân bay Nhật bị đắm gần đó.
Vào lúc này, người chơi bắt đầu nhập cuộc chơi. Sau một màn chỉ dẫn ngắn gọn, người chơi có được một chiếc tai nghe và được hướng dẫn bởi một giọng nói bí ẩn tự xưng là "Doyle". Hóa ra, Cortez là một phần của CIA và đến giải cứu Doyle. Doyle thực hiện một nhiệm vụ vạch trần các công trình của một nhà khoa học điên tên là Tiến sĩ Krieger. Krieger, cùng với cánh tay phải của hắn, một cựu sĩ quan của Apartheid tên là Đại tá Richard Crowe, đang cố gắng phát triển một loại huyết thanh giúp tăng cường khả năng thể chất của con người và "mở khóa" các đặc điểm của động vật ẩn giấu.
Doyle thuyết phục Carver tìm kiếm và giải cứu Cortez, người đã bị Crowe và lính đánh thuê bắt giữ. Trong khi bảo vệ Cortez, Carver bị Crowe bắt theo lệnh của Tiến sĩ Krieger, kẻ lưu ý sự tháo vát và ngoan cường của Carver và quyết định anh ta sẽ là một đối tượng thử nghiệm phù hợp. Carver được tiêm huyết thanh và chuyển đến khu vực quan sát khi anh hồi phục sớm và trốn thoát và phát hiện ra, anh bị sốc, rằng anh có "khả năng hoang dã" mới, như tăng tốc độ, nhìn xuyên đêm và kỹ năng cận chiến dữ dội.
Cùng với sức mạnh hoang dã là một bộ cấy được thiết kế để điều chỉnh tác dụng của huyết thanh và cho phép sử dụng vũ khí chuyên dụng để chống lại Carver. Doyle ra lệnh cho Carver tìm đường đến vị trí của Doyle, để cấy ghép có thể được gỡ bỏ. Trên đường đi, Carver phải ngăn một lập trình viên máy tính đánh thuê giải mã một chiếc PC bỏ túi thuộc về Cortez, từ đó sẽ phá vỡ vỏ bọc của Doyle. Rơi xuống một boongke cũ của quân đội Nhật thời Thế chiến II để ngăn chặn việc giải mã, Jack bị những tay lính đánh thuê dồn vào chân tường khi anh ta cố gắng trốn thoát. Carver rút lui qua một khu khai thác mỏ ngầm cũ và làm theo chỉ dẫn của Doyle đến cơ sở nghiên cứu chính. Carver sau đó tìm đường đến cơ sở, nơi anh phát hiện ra mức độ công việc của Krieger và những con quái vật đột biến mà hắn đã tạo ra. Khi ở trong khu cứ địa này, Carver phát hiện ra Crowe đang tập hợp các dị nhân với mục đích không xác định và sau đó, cuối cùng anh gặp Doyle và được lấy bộ cấy ghép ra khỏi người. Sau khi loại bỏ mô cấy ghép, Jack bắt đầu thể hiện sự tiến hóa không kiểm soát được; về mặt trò chơi, adrenaline làm giảm khả năng của Carver và anh ta có được khả năng mang và sử dụng vũ khí gắn kết như súng máy cỡ nòng.50.
Khi Jack trốn thoát khỏi khu nghiên cứu, anh phát hiện ra rằng Crowe đã lấy Doyle và huyết thanh đột biến và phóng thích đám dị nhân trong một âm mưu phản bội Krieger. Jack phải chiến đấu giữa cuộc chiến giữa lính đánh thuê của Crowe, đám đột biến hoang dã và một nhóm biệt đội tinh nhuệ dưới quyền chỉ huy cá nhân của Krieger, theo lệnh "thanh tẩy" quân đội của Crowe. Giải cứu Doyle xong xuôi, Carver mới phát hiện ra rằng Crowe đã tự tiêm một liều gấp bốn lần huyết thanh mà Jack nhận được và không cần cấy ghép. Đảm nhận quyền kiểm soát các sinh vật "Alpha", những dị nhân hung bạo và thông minh nhất có khả năng tương tự như của Jack, Crowe đã đi thẳng vào cơ sở hoạt động của Kreiger. Jack đi theo và giao chiến mở đường máu đến biệt thự của Tiến sĩ Krieger trên đỉnh một ngọn núi lửa đang hoạt động, nơi anh đánh bại Crowe bị biến dạng về thể chất. Krieger, trong nỗ lực chiến đấu đến cùng hòng sử dụng Alpha chống lại Jack, nhận ra rằng bây giờ họ xem Jack là thủ lĩnh của họ do chiến thắng của anh trước Crowe. Đám dị nhân bất phục tùng Tiến sĩ Krieger và giết chết hắn, coi hắn ta là mối đe dọa đối với Jack, và do đó cho phép anh ta trốn thoát khi núi lửa phun trào. Jack có thể rút lui lên một chiếc trực thăng Black Hawk do Cortez và Doyle lái, với lời hứa sẽ trả tiền cho một chiếc thuyền mới để thay thế chiếc bị phá hủy của anh ta; Doyle cũng hứa rằng họ "có thể làm tốt hơn" và đưa một cái hộp kim loại cho Jack, người mở nó ra và cười một cách khó hiểu về những nội dung vô hình khi chiếc trực thăng bay đi.
Game bao gồm các yếu tố chủ đề tinh tế liên quan đến sự nguy hiểm của kỹ thuật di truyền và nạn diệt chủng của dân địa phương trên đảo, có thể được nhìn thấy bởi các sinh vật dị dạng do Krieger tạo ra. Ngoài ra, một bối cảnh bí ẩn liên quan đến khủng long được tiết lộ thông qua radio trong game đôi khi sẽ mang các chương trình thảo luận về lịch sử của khủng long và khả năng một số vẫn còn sống. Điều này được phát triển thêm bằng sự xuất hiện của các loài động vật giống thằn lằn (trông giống khủng long nhỏ) cư trú trong các khu rừng trên đảo. Địa hình trong Far Cry: Instincts thay đổi rất nhiều. Nằm trên một quần đảo Nam Thái Bình Dương, cảnh quan bao gồm các khu rừng mưa nhiệt đới, rừng rậm dày đặc, hẻm núi cao chót vót, mỏ, đầm lầy và thậm chí là rừng dưới chân núi lửa.

## Đặc điểm
Bổ sung lối chơi chính cho Far Cry: Instincts không có trong phiên bản PC là "Feral Ability" đã nói ở trên. Ngoài ra còn có một hệ thống đặt bẫy cho phép người chơi tạo ra một cái bẫy treo bằng cách quấn một nhánh cây có gai xung quanh tán lá gần đó. Khi một NPC không ngờ tới đi ngang qua bị chông đâm vào chết ngay lập tức. Loại mìn Claymore cũng có sẵn, và có thể được thiết lập trên đường đi của địch dẫn đến cái chết tàn khốc. Những cái bẫy này cũng có thể được sử dụng trong mục chơi mạng. Ngoài ra còn có công cụ tạo màn cho phép người chơi tạo bản đồ của riêng mình với quyền tiếp cận được nhiều xe cộ, súng ống, tòa nhà, cây cối; và khả năng thay đổi cảnh quan. Không thể thêm nước; nó ở độ cao không đổi và người chơi có thể chọn xem có thể tiếp cận được nước hay không bằng cách làm cho vùng đất cao hơn hoặc thấp hơn. Người chơi có thể tải lên bản đồ và sử dụng chúng trên Xbox Live để chơi với bạn bè.

## Phần tiếp theo và làm lại

### Evolution
Phần tiếp theo của Far Cry Instincts, có cùng tên ngoại trừ việc thêm tiêu đề Evolution, được phát hành cho Xbox vào ngày 28 tháng 3 năm 2006. Evolution bao gồm một chiến dịch chơi đơn mới, mặc dù nó ngắn hơn đáng kể so với chiến dịch được tìm thấy trong bản gốc Far Cry Instincts. Cốt truyện bắt đầu một lúc sau Instincts. Jack được một người phụ nữ tên Kade thuê cho một vụ giao dịch vũ khí giữa cướp biển và chính phủ ở Micronesia. Vụ mua bán đang diễn ra thuận lợi giữa hai bên thì bất thình lình họ bị tấn công bởi nhóm phiến quân dưới quyền một Thủ lĩnh bản địa tên là Semeru, cùng với các chiến binh tinh nhuệ của mình, thể hiện khả năng hoang dã giống như Jack, bị mắc kẹt trong cuộc tấn công này. Sau khi chạy trốn đến một căn nhà an toàn với Kade, Jack phải đối mặt với Doyle, người đang ở đây để kiểm soát thiệt hại. Anh ta đề nghị Jack và Kade tha tội nhằm đổi lấy sự giúp đỡ của họ trong việc phá hủy một nhà máy lọc dầu đang nằm trong tay của phiến quân. Sau khi thực hiện thành công, Doyle bị thương và Kade bị phiến quân bắt giữ. Jack cứu Doyle một phần nhờ anh ta biết đường ra khỏi rừng, nhưng trong khi tìm phương tiện đi lại, Doyle bị phiến quân bắt giữ. Sau khi theo dõi vết máu của Doyle xuyên qua rừng rậm và căn cứ được xây dựng trong tán rừng, Jack thấy Doyle đã chết dưới bước chân của một ngôi đền trên núi. Sau đó, Jack đi qua ngôi đền nơi anh gặp lại Semeru với lời chế giễu rằng không có sự tập trung hay tận tụy, Carver chỉ là một kẻ giả mạo với sức mạnh mà anh không xứng đáng. Sau đó hắn ta bắt được Jack và tiết lộ rằng Kade đã cho hắn số tiền từ vụ mua bán trước đó cũng như nhằm giúp giết Jack. Kade sau làm tổn thương Jack trước khi Semeru tấn công anh ta. Jack xoay xở để đánh bại Semeru và giết chết hắn bằng cách đâm xiên hắn ta vào đống chông tre. Carver sau đó đối mặt với Kade, với lời cầu xin rằng không còn cách nào khác để cô có thể cứu lấy mạng sống của chính mình. Tuy nhiên, thay vì giết cô ta, Jack đưa lại cho cô ta số tiền thỏa thuận với nội dung "Hãy bớt nước mắt của cô lại. Trong một lần khác, tôi cũng sẽ làm như vậy. Tất cả đều quá... con người".
Evolution cũng bao gồm vũ khí và phương tiện mới, cũng như công cụ tạo màn mở rộng và mục chơi mạng. Nó không tương thích ngược với Xbox 360 và các bản đồ được tạo trên phiên bản Xbox của 'Instincts' không thể được chuyển sang phiên bản Xbox 360.

### Predator
Far Cry Instincts: Predator, một tựa game Xbox 360, được phát hành cùng ngày với Evolution. Nó bao gồm các phiên bản nâng cao về mặt đồ họa của cả Far Cry Instincts và Evolution. Nó có tính năng tạo màn cho phép người chơi có thể tạo ra màn chơi của riêng mình. Các nhân vật trong phần chơi trực tuyến là bản sao gốc của Jack Carver nhưng có thể được chỉnh sửa, nhân vật vẫn có hình xăm "Karma" trên cánh tay bắn súng của mình.

### Paradise Lost
Paradise Lost là một game arcade bắn súng hồng tâm được port từ Far Cry Instincts do Global VR phát triển và Ubisoft phát hành vào năm 2007. Khẩu súng ánh sáng của nó tương tự như của Aliens: Extermination. Người chơi sử dụng các tháp pháo đứng yên được trang bị tên lửa và lựu đạn để làm power-up với mục đích tiêu diệt quân địch xông tới trước mặt.

## Đón nhận

### Far Cry Instincts
Far Cry Instincts nhận được đánh giá "nói chung là thuận lợi", theo trang web tổng hợp kết quả đánh giá Metacritic.

### Evolution
Evolution nhận được đánh giá "nói chung là thuận lợi", theo trang web tổng hợp kết quả đánh giá Metacritic.

### Predator
Predator nhận được đánh giá "nói chung là thuận lợi", theo trang web tổng hợp kết quả đánh giá Metacritic.